# 李瑞迁
李瑞迁（1929年10月—2023年12月19日），辽宁海城人，中国人民解放军正军职退休干部、原空军工程学院院长。

## 生平
李瑞迁1951年1月入伍，1956年5月加入中国共产党。历任教员、科长、大队长、副厂长，空军后勤学校训练部副部长、部长，空军后勤学校校长等职。
2023年12月19日，李瑞迁因病于青岛逝世，享年94岁。讣告刊登在2024年1月13日的《解放军报》。